# Df (Unix)
df（disk free 的缩写）是 Unix 系统的一条标准命令，用来展示用户（调用时所指定文件或文件系统）的可用磁盘空间。df 是用 statfs/statvfs 这两个系统调用实现的。

## 用法
df 的 Unix 规范命令：
```
 
df
 [
-B
 | 
-h
 | 
-H
 | 
-k
 | 
-P 
|  
-T 
| ...]  [
file 
| ...]
```

-B, --block-size=SIZE
输出前将文件系统的大小除以 SIZE；例如 df -BM 会将文件系统的大小以 MB (1,048,576 bytes) 为单位输出；可以的使用 block-size 有 K,M,G,T,P,E,Z,Y (1024的指数) or KB, MB, ... （1000 的指数）
-h, --human-readable
以 1024 为底用对人阅读友好的单位进行输出，例如 1023M
-H, --si
以 1000 为底用对人阅读友好的单位进行输出，例如 1.1G
-k
等同于 --block-size=1K
-P, --portability
使用 POSIX 标准输出格式
-T, --print-type
输出的列中包括文件系统的类型
file
显示指定文件所在文件系统的可用空间量